# Терароса (Ђенова)
Терароса је насеље у Италији у округу Ђенова, региону Лигурија.
Према процени из 2011. у насељу је живело 241 становника. Насеље се налази на надморској висини од 52 м.